# Liga dos Campeões da UEFA de 2006–07
A Liga dos Campeões da UEFA 2006–07 foi a 52ª edição do principal torneio europeu de clubes de futebol e a 15ª edição com formato de grupos. A final realizou-se no Estádio Olímpico, Atenas, no dia 23 de maio de 2007, com a vitória do Milan, que conquistou o título pela sétima vez e de quebra teve Kaká como melhor jogador do campeonato e Melhor Jogador do Mundo pela FIFA no mesmo ano. Curiosamente, foi o último brasileiro a receber tal título, e também o último melhor do mundo eleito antes da sequência histórica de Lionel Messi e Cristiano Ronaldo.

## Escândalo no Campeonato Italiano
As equipes italianas qualificadas deveriam ter sido, de acordo com os resultados da Serie A de 2005–06, a Juventus, o Milan, a Internazionale e a Fiorentina. Após o escândalo de resultados combinados, conhecido como Calciopoli, a constituição das equipes italianas qualificadas decidiu-se no dia 25 de julho.
Inter e a Roma foram confirmados como os clubes que garantiram acesso direto à fase de grupos. O Chievo Verona e o Milan foram confirmados para a 3ª pré-eliminatória. Originalmente, o Milan estava impedido de participar da Liga, mas recuperou o seu lugar após um recurso, ainda que de acesso indireto à fase de grupos.

## Suspensão da Federação Grega de Futebol
A participação das equipes gregas na prova deste ano esteve em dúvida após a suspensão da FIFA à Federação Grega de Futebol de todas as competições internacionais por causa de interferência governamental no esporte Grego. Contudo, a FIFA levantou a punição a 12 de julho de 2006 após a Grécia emendar a lei de esporte por forma a acabar com a suspensão.

## Fases de classificação

### 1ª fase
As partidas de ida realizaram-se em 11 e 12 de Julho de 2006, e as partidas de volta em 18 e 19 de Julho.
| Equipe 1            | Total | Equipe 2         | 1.º jogo | 2.º jogo |
| ------------------- | ----- | ---------------- | -------- | -------- |
| Elbasani            | 1-3   | Ekranas          | 1-0      | 0-3      |
| TVMK Tallinn        | 3-4   | FH Hafnarfjörður | 2-3      | 1-1      |
| Liepājas Metalurgs  | 2-1   | Aktobe           | 1-0      | 1-1      |
| MYPA                | 2-0   | The New Saints   | 1-0      | 1-0      |
| Cork City           | 2-1   | Apollon Limassol | 1-0      | 1-1      |
| Sioni Bolnisi       | 2-1   | Baku             | 2-0      | 0-1      |
| F91 Dudelange       | 0-1   | Rabotnički       | 0-1      | 0-0      |
| Shakhtyor Salihorsk | 0-2   | Široki Brijeg    | 0-1      | 0-1      |
| Birkirkara          | 2-5   | B36 Tórshavn     | 0-3      | 2-2      |
| Linfield            | 3-5   | ND Gorica        | 1-3      | 2-2      |
| Pyunik              | 0-2   | Sheriff Tiraspol | 0-0      | 0-2      |

### 2ª fase

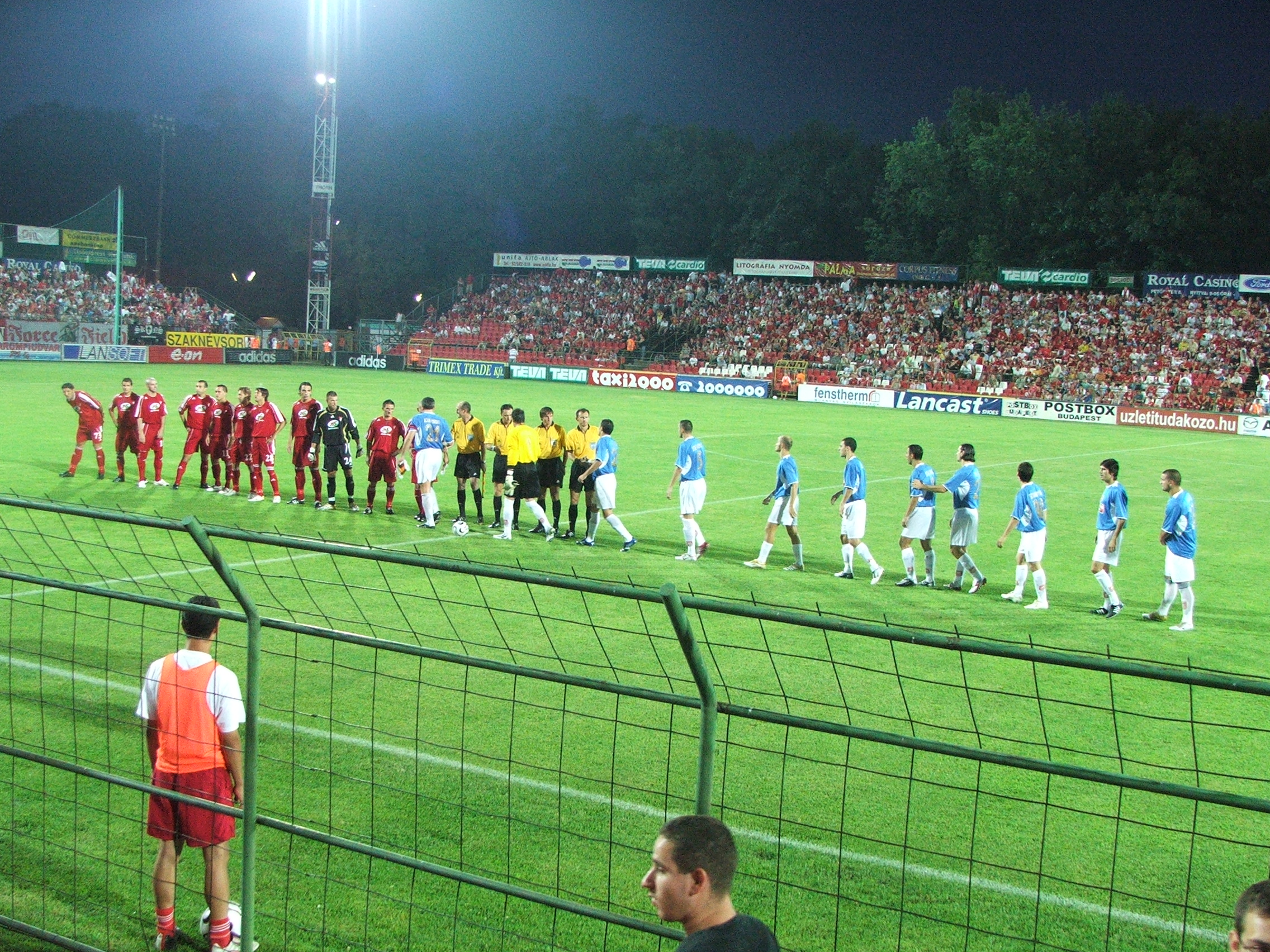
Debreceni VSC e Rabotnički antes da partida.

As partidas de ida realizaram-se nos dias 25 e 26 de julho de 2006, e as partidas de volta em 1 e 2 de agosto.
| Equipe 1           | Total  | Equipe 2          | 1.º jogo | 2.º jogo |
| ------------------ | ------ | ----------------- | -------- | -------- |
| ND Gorica          | 0-5    | Steaua Bucharest  | 0-2      | 0-3      |
| Levski Sofia       | 4-0    | Sioni Bolnisi     | 2-0      | 2-0      |
| FC Zürich          | 2-3    | Red Bull Salzburg | 2-1      | 0-2      |
| Djurgården         | 2-3    | Ružomberok        | 1-0      | 1-3      |
| Debrecen           | 2-5    | Rabotnički        | 1-1      | 1-4      |
| Cork City          | 0-4    | Estrela Vermelha¹ | 0-1      | 0-3      |
| Fenerbahçe         | 9-0    | B36 Tórshavn      | 4-0      | 5-0      |
| Mladá Boleslav     | 5-3    | Vålerenga         | 3-1      | 2-2      |
| Sheriff Tiraspol   | 1-1(a) | Spartak Moscou    | 1-1      | 0-0      |
| Liepājas Metalurgs | 1-8    | Dynamo Kyiv       | 1-4      | 0-4      |
| FH Hafnarfjörður   | 0-3    | Legia Warszawa    | 0-1      | 0-2      |
| Copenhague         | 4-2    | MyPa              | 2-0      | 2-2      |
| Ekranas            | 3-9    | Dinamo Zagreb     | 1-4      | 2-5      |
| Hearts             | 3-0    | Široki Brijeg     | 3-0      | 0-0      |

### 3ª fase
As partidas de ida realizaram-se nos dias 8 e 9 de agosto de 2006, e as partidas de volta em 22 e 23 de agosto.
| Equipe 1            | Total  | Equipe 2          | 1.º jogo | 2.º jogo |
| ------------------- | ------ | ----------------- | -------- | -------- |
| Slovan Liberec      | 1-2    | Spartak Moscou    | 0-0      | 1-2      |
| Shakhtar Donetsk    | 4-2    | Legia Warszawa    | 1-0      | 3-2      |
| Red Bull Salzburg   | 1-3    | Valencia          | 1-0      | 0-3      |
| Levski Sofia        | 4-2    | Chievo            | 2-0      | 2-2      |
| Heart of Midlothian | 1-5    | AEK Atenas        | 1-2      | 0-3      |
| CSKA Moscow         | 5-0    | Ružomberok        | 3-0      | 2-0      |
| AC Milan            | 3-1    | Estrela Vermelha¹ | 1-0      | 2-1      |
| Galatasaray         | 6-3    | Mladá Boleslav    | 5-2      | 1-1      |
| Standard Liège      | 3-4    | Steaua Bucureşti  | 2-2      | 1-2      |
| Austria Vienna      | 1-4    | Benfica           | 1-1      | 0-3      |
| Dinamo Zagreb       | 1-5    | Arsenal           | 0-3      | 1-2      |
| Copenhague          | 3-2    | Ajax              | 1-2      | 2-0      |
| Hamburger           | 1-1(a) | Osasuna           | 0-0      | 1-1      |
| Dínamo de Kiev      | 5-3    | Fenerbahçe        | 3-1      | 2-2      |
| Liverpool           | 3-2    | Maccabi Haifa²    | 2-1      | 1-1      |
| Lille               | 4-0    | Rabotnički        | 3-0      | 1-0      |

As equipes eliminadas nesta fase passaram a 1ª Rodada da Copa da UEFA.
¹Este clube qualificou-se para as competições deste ano da UEFA como membro da Associação de Futebol da Sérvia e Montenegro durante a época 2005-06, mas atualmente é membro da Associação de Futebol da Sérvia, que é a sucessora oficial da antiga associação.
²Devido ao conflito armado que envolve Israel, a UEFA decidiu que nenhum jogo europeu se realizará em Israel até novas informações. O jogo realizou-se no estádio do Dínamo de Kiev.

## Fase de grupos
O sorteio para esta rodada realizou-se no dia 24 de agosto de 2006, em Mônaco.
| Cor da tabela                                                       |
| Os dois primeiros avançam para os Oitavas de final                  |
| O terceiro lugar dá acesso aos dezesseis-avos de Final da Taça UEFA |
| No quarto lugar é-se eliminado das competições continentais         |

### Grupo A
| Equipes          | Pts | J | V | E | D | GM | GS | GA  |
| ---------------- | --- | - | - | - | - | -- | -- | --- |
| 1. Chelsea       | 13  | 6 | 4 | 1 | 1 | 10 | 4  | +6  |
| 2. Barcelona     | 11  | 6 | 3 | 2 | 1 | 12 | 4  | +8  |
| 3. Werder Bremen | 10  | 6 | 3 | 1 | 2 | 7  | 5  | +2  |
| 4. Levski Sofia  | 0   | 6 | 0 | 0 | 6 | 1  | 17 | -16 |

### Grupo B
| Equipes              | Pts | J | V | E | D | GM | GS | GA |
| -------------------- | --- | - | - | - | - | -- | -- | -- |
| 1. Bayern de Munique | 12  | 6 | 3 | 3 | 0 | 10 | 3  | +7 |
| 2. Internazionale    | 10  | 6 | 3 | 1 | 2 | 5  | 5  | 0  |
| 3. Spartak Moscou    | 5   | 6 | 1 | 2 | 3 | 7  | 11 | -4 |
| 4. Sporting          | 5   | 6 | 1 | 2 | 3 | 3  | 6  | -3 |

### Grupo C
| Equipes          | Pts | J | V | E | D | GM | GS | GA |
| ---------------- | --- | - | - | - | - | -- | -- | -- |
| 1. Liverpool     | 13  | 6 | 4 | 1 | 1 | 11 | 5  | +6 |
| 2. PSV Eindhoven | 10  | 6 | 3 | 1 | 2 | 6  | 6  | 0  |
| 3. Bordeaux      | 7   | 6 | 2 | 1 | 3 | 6  | 7  | -1 |
| 4. Galatasaray   | 4   | 6 | 1 | 1 | 4 | 7  | 12 | -5 |

### Grupo D
| Equipes             | Pts | J | V | E | D | GM | GS | GA |
| ------------------- | --- | - | - | - | - | -- | -- | -- |
| 1. Valencia         | 13  | 6 | 4 | 1 | 1 | 12 | 6  | +6 |
| 2. Roma             | 10  | 6 | 3 | 1 | 2 | 8  | 4  | +4 |
| 3. Shakhtar Donetsk | 6   | 6 | 1 | 3 | 2 | 6  | 11 | -5 |
| 4. Olympiacos       | 3   | 6 | 0 | 3 | 3 | 6  | 11 | -5 |

### Grupo E
| Equipes             | Pts | J | V | E | D | GM | GS | GA  |
| ------------------- | --- | - | - | - | - | -- | -- | --- |
| 1. Lyon             | 14  | 6 | 4 | 2 | 0 | 13 | 3  | +9  |
| 2. Real Madrid      | 11  | 6 | 3 | 2 | 1 | 14 | 8  | +6  |
| 3. Steaua Bucaresti | 5   | 6 | 1 | 2 | 3 | 7  | 11 | -4  |
| 4. Dínamo de Kiev   | 2   | 6 | 0 | 2 | 4 | 5  | 16 | -11 |

### Grupo F
| Equipes              | Pts | J | V | E | D | GM | GS | GA |
| -------------------- | --- | - | - | - | - | -- | -- | -- |
| 1. Manchester United | 12  | 6 | 4 | 0 | 2 | 10 | 5  | +5 |
| 2. Celtic            | 9   | 6 | 3 | 0 | 3 | 8  | 9  | -1 |
| 3. Benfica           | 7   | 6 | 2 | 1 | 3 | 7  | 7  | -1 |
| 4. Copenhague        | 7   | 6 | 2 | 1 | 3 | 5  | 8  | -3 |

### Grupo G
| Equipes        | Pts | J | V | E | D | GM | GS | GA |
| -------------- | --- | - | - | - | - | -- | -- | -- |
| 1. Arsenal     | 11  | 6 | 3 | 2 | 1 | 7  | 3  | +4 |
| 2. Porto       | 11  | 6 | 3 | 2 | 1 | 9  | 4  | +5 |
| 3. CSKA Moscou | 8   | 6 | 2 | 2 | 2 | 4  | 5  | -1 |
| 4. Hamburgo    | 3   | 6 | 1 | 0 | 5 | 7  | 15 | -8 |

### Group H
| Equipes       | Pts | J | V | E | D | GM | GS | GA |
| ------------- | --- | - | - | - | - | -- | -- | -- |
| 1. Milan      | 10  | 6 | 3 | 1 | 2 | 8  | 4  | +4 |
| 2. Lille      | 9   | 6 | 2 | 3 | 1 | 8  | 5  | 3  |
| 3. AEK Atenas | 8   | 6 | 2 | 2 | 2 | 6  | 9  | -3 |
| 4. Anderlecht | 4   | 6 | 0 | 4 | 2 | 7  | 11 | -4 |

#### Critérios de desempate
Baseado no parágrafo 4.05 dos regulamentos da UEFA para esta época, se duas ou mais equipes ficam em igualdade pontual no final da fase de grupo, os seguintes critérios são aplicados por esta ordem:
1. maior número de pontos obtidos nos jogos entre as equipes em questão;
2. superior diferença de gols nos jogos entre as equipes em questão;
3. maior número de gols marcados fora nos jogos entre as equipes em questão;
4. superior diferença de gols em todos os jogos do grupo;
5. maior número de gols marcados em todos os jogos do grupo;
6. maior coeficiente entre os clubes em questão, assim como dos seus países.

## Fases finais
Todas as rodadas em partidas de ida e volta, exceto na final.

### Esquema
|  | Oitavas de final             | Oitavas de final             | Oitavas de final             | Oitavas de final             |       |               | Quartas de final         | Quartas de final         | Quartas de final         | Quartas de final         |  |                   | Semifinais              | Semifinais              | Semifinais              | Semifinais              |       |   | Final      | Final      |
|  | 20 de fevereiro a 7 de março | 20 de fevereiro a 7 de março | 20 de fevereiro a 7 de março | 20 de fevereiro a 7 de março |       |               | 3 de abril a 11 de abril | 3 de abril a 11 de abril | 3 de abril a 11 de abril | 3 de abril a 11 de abril |  |                   | 24 de abril a 2 de maio | 24 de abril a 2 de maio | 24 de abril a 2 de maio | 24 de abril a 2 de maio |       |   | 23 de maio | 23 de maio |
|  |                              |                              |                              |                              |       |               |                          |                          |                          |                          |  |                   |                         |                         |                         |                         |       |   |            |            |
|  | Roma                         | 0                            | 2                            | 2                            |       |               |                          |                          |                          |                          |  |                   |                         |                         |                         |                         |       |   |            |            |
|  | Lyon                         | 0                            | 0                            | 0                            |       |               |                          |                          |                          |                          |  |                   |                         |                         |                         |                         |       |   |            |            |
|  | Lyon                         | 0                            | 0                            | 0                            |       | Roma          | 2                        | 1                        | 3                        |                          |  |                   |                         |                         |                         |                         |       |   |            |            |
|  |                              |                              |                              |                              |       | Roma          | 2                        | 1                        | 3                        |                          |  |                   |                         |                         |                         |                         |       |   |            |            |
|  |                              | Manchester United            | 1                            | 7                            | 8     |               |                          |                          |                          |                          |  |                   |                         |                         |                         |                         |       |   |            |            |
|  | Lille                        | Manchester United            | 1                            | 7                            | 8     | 0             | 0                        | 0                        |                          |                          |  |                   |                         |                         |                         |                         |       |   |            |            |
|  | Lille                        |                              |                              |                              |       | 0             | 0                        | 0                        |                          |                          |  |                   |                         |                         |                         |                         |       |   |            |            |
|  | Manchester United            | 1                            | 1                            | 2                            |       |               |                          |                          |                          |                          |  |                   |                         |                         |                         |                         |       |   |            |            |
|  | Manchester United            | 1                            | 1                            | 2                            |       |               |                          |                          |                          |                          |  | Manchester United | 3                       | 0                       | 3                       |                         |       |   |            |            |
|  |                              |                              |                              |                              |       |               |                          |                          |                          |                          |  | Manchester United | 3                       | 0                       | 3                       |                         |       |   |            |            |
|  |                              | Milan                        | 2                            | 3                            | 5     |               |                          |                          |                          |                          |  |                   |                         |                         |                         |                         |       |   |            |            |
|  | Celtic                       | Milan                        | 2                            | 3                            | 5     | 0             | 0                        | 0                        |                          |                          |  |                   |                         |                         |                         |                         |       |   |            |            |
|  | Celtic                       |                              |                              |                              |       | 0             | 0                        | 0                        |                          |                          |  |                   |                         |                         |                         |                         |       |   |            |            |
|  | Milan                        | 0                            | 1                            | 1                            |       |               |                          |                          |                          |                          |  |                   |                         |                         |                         |                         |       |   |            |            |
|  | Milan                        | 0                            | 1                            | 1                            |       | Milan         | 2                        | 2                        | 4                        |                          |  |                   |                         |                         |                         |                         |       |   |            |            |
|  |                              |                              |                              |                              |       | Milan         | 2                        | 2                        | 4                        |                          |  |                   |                         |                         |                         |                         |       |   |            |            |
|  |                              | Bayern de Munique            | 2                            | 0                            | 2     |               |                          |                          |                          |                          |  |                   |                         |                         |                         |                         |       |   |            |            |
|  | Real Madrid                  | Bayern de Munique            | 2                            | 0                            | 2     | 3             | 1                        | 4                        |                          |                          |  |                   |                         |                         |                         |                         |       |   |            |            |
|  | Real Madrid                  |                              |                              |                              |       | 3             | 1                        | 4                        |                          |                          |  |                   |                         |                         |                         |                         |       |   |            |            |
|  | Bayern de Munique (gf)       | 2                            | 2                            | 4                            |       |               |                          |                          |                          |                          |  |                   |                         |                         |                         |                         |       |   |            |            |
|  | Bayern de Munique (gf)       | 2                            | 2                            | 4                            |       |               |                          |                          |                          |                          |  |                   |                         |                         |                         |                         | Milan | 2 |            |            |
|  |                              |                              |                              |                              |       |               |                          |                          |                          |                          |  |                   |                         |                         |                         |                         |       | 2 |            |            |
|  |                              | Liverpool                    | 1                            |                              |       |               |                          |                          |                          |                          |  |                   |                         |                         |                         |                         |       |   |            |            |
|  | Porto                        | Liverpool                    | 1                            | 1                            | 1     | 2             |                          |                          |                          |                          |  |                   |                         |                         |                         |                         |       |   |            |            |
|  | Porto                        |                              |                              | 1                            | 1     | 2             |                          |                          |                          |                          |  |                   |                         |                         |                         |                         |       |   |            |            |
|  | Chelsea                      | 1                            | 2                            | 3                            |       |               |                          |                          |                          |                          |  |                   |                         |                         |                         |                         |       |   |            |            |
|  | Chelsea                      | 1                            | 2                            | 3                            |       | Chelsea       | 1                        | 2                        | 3                        |                          |  |                   |                         |                         |                         |                         |       |   |            |            |
|  |                              |                              |                              |                              |       | Chelsea       | 1                        | 2                        | 3                        |                          |  |                   |                         |                         |                         |                         |       |   |            |            |
|  |                              | Valencia                     | 1                            | 1                            | 2     |               |                          |                          |                          |                          |  |                   |                         |                         |                         |                         |       |   |            |            |
|  | Internazionale               | Valencia                     | 1                            | 1                            | 2     | 2             | 0                        | 2                        |                          |                          |  |                   |                         |                         |                         |                         |       |   |            |            |
|  | Internazionale               |                              |                              |                              |       | 2             | 0                        | 2                        |                          |                          |  |                   |                         |                         |                         |                         |       |   |            |            |
|  | Valencia (gf)                | 2                            | 0                            | 2                            |       |               |                          |                          |                          |                          |  |                   |                         |                         |                         |                         |       |   |            |            |
|  | Valencia (gf)                | 2                            | 0                            | 2                            |       |               |                          |                          |                          |                          |  | Chelsea           | 1                       | 0                       | 1 (1)                   |                         |       |   |            |            |
|  |                              |                              |                              |                              |       |               |                          |                          |                          |                          |  | Chelsea           | 1                       | 0                       | 1 (1)                   |                         |       |   |            |            |
|  |                              | Liverpool (pen)              | 0                            | 1                            | 1 (4) |               |                          |                          |                          |                          |  |                   |                         |                         |                         |                         |       |   |            |            |
|  | PSV Eindhoven                | Liverpool (pen)              | 0                            | 1                            | 1 (4) | 1             | 1                        | 2                        |                          |                          |  |                   |                         |                         |                         |                         |       |   |            |            |
|  | PSV Eindhoven                |                              |                              |                              |       | 1             | 1                        | 2                        |                          |                          |  |                   |                         |                         |                         |                         |       |   |            |            |
|  | Arsenal                      | 0                            | 1                            | 1                            |       |               |                          |                          |                          |                          |  |                   |                         |                         |                         |                         |       |   |            |            |
|  | Arsenal                      | 0                            | 1                            | 1                            |       | PSV Eindhoven | 0                        | 0                        | 0                        |                          |  |                   |                         |                         |                         |                         |       |   |            |            |
|  |                              |                              |                              |                              |       | PSV Eindhoven | 0                        | 0                        | 0                        |                          |  |                   |                         |                         |                         |                         |       |   |            |            |
|  |                              | Liverpool                    | 3                            | 1                            | 4     |               |                          |                          |                          |                          |  |                   |                         |                         |                         |                         |       |   |            |            |
|  | Barcelona                    | Liverpool                    | 3                            | 1                            | 4     | 1             | 1                        | 2                        |                          |                          |  |                   |                         |                         |                         |                         |       |   |            |            |
|  | Barcelona                    |                              |                              |                              |       | 1             | 1                        | 2                        |                          |                          |  |                   |                         |                         |                         |                         |       |   |            |            |
|  | Liverpool (gf)               | 2                            | 0                            | 2                            |       |               |                          |                          |                          |                          |  |                   |                         |                         |                         |                         |       |   |            |            |

### Oitavas de final
O sorteio para esta rodada realizou-se no dia 15 de dezembro de 2006 na sede da UEFA em Nyon, Suíça. Os jogos de ida foram disputados em 20 de fevereiro e 21 de fevereiro e os de volta em 6 de março e 7 de março de 2007.
Confrontaram-se os primeiros com os segundos colocados, não podendo se confrontar dois times do mesmo grupo nem do mesmo país.
Os segundos colocados na fase de grupos jogaram primeiro em casa.
| Time 1*        | Resultado | Time 2            | Jogo 1 | Jogo 2 |
| -------------- | --------- | ----------------- | ------ | ------ |
| Porto          | 2–3       | Chelsea           | 1–1    | 1–2    |
| Real Madrid    | 4–4       | Bayern Munique    | 3–2    | 1–2    |
| Celtic         | 0–1       | Milan             | 0–0    | 0–1    |
| Internazionale | 2–2       | Valencia          | 2–2    | 0–0    |
| Roma           | 2–0       | Lyon              | 0–0    | 2–0    |
| Barcelona      | 2–2       | Liverpool         | 1–2    | 1–0    |
| PSV Eindhoven  | 2–1       | Arsenal           | 1–0    | 1–1    |
| Lille          | 0–2       | Manchester United | 0–1    | 0–1    |

*Os times citados primeiros tiveram a primeira partida jogada em casa.
Negrito: Classificados para as quartas de final
Curiosidades
- Uma das partidas foi entre os dois últimos clubes campeões europeus: Liverpool e Barcelona, o primeiro jogo resultou na vitória do primeiro por 2 a 1 em Barcelona e o segundo com a vitória do segundo em Liverpool. O clube inglês se classificou pela vantagem de gols fora de casa.
- Dentre os 16 times nas oitavas de final apenas Lille e Lyon nunca disputaram uma final da Liga dos Campeões da UEFA. O Chelsea, que até então nunca havia chegado a uma final, chegou em três edições: 2007–08 (de onde saiu vice após perder nos pênaltis para o Manchester United), 2011–12 (onde foi campeão batendo o Bayern de Munique) e 2020–21 (onde foi campeão em cima do Manchester City).
- Dentre os clubes que lideraram a fase de grupos, apenas Arsenal e Lyon não passaram para a próxima fase.
- Foi o terceiro ano consecutivo que o atual campeão acabou sendo eliminado nas oitavas de final.
- Todos os clubes espanhóis tiveram no placar geral um empate, dentre eles, apenas o Valencia passou de fase, devido aos gols fora.
- Milan e Celtic foi decidido após a prorrogação.

### Quartas de final
O sorteio para esta rodada realizou-se no dia 9 de março de 2007, em Atenas. Os jogos foram disputados nos dias 3/4 de abril e 10/11 de abril de 2007.
| Time 1*       | Resultado | Time 2            | Jogo 1 | Jogo 2 |
| ------------- | --------- | ----------------- | ------ | ------ |
| PSV Eindhoven | 0–4       | Liverpool         | 0–3    | 0–1    |
| Milan         | 4–2       | Bayern de Munique | 2–2    | 2–0    |
| Roma          | 3–8       | Manchester United | 2–1    | 1–7    |
| Chelsea       | 3–2       | Valencia          | 1–1    | 2–1    |

*Os times citados primeiros tiveram a primeira partida jogada em casa.
Negrito: Classificados para as semifinais
Curiosidades
- Todos os clubes ingleses que chegaram às quartas de final passaram para as semifinais.
- Dentre os clubes dessa rodada, apenas o Liverpool venceu as duas partidas e somente ele não levou nenhum gol.
- A goleada de 7 a 1 sobre a Roma foi a segunda maior goleada da história do Manchester United na Liga dos Campeões da UEFA e a maior nas fases finais da competição.

### Semifinais
O sorteio para esta rodada realizou-se no dia 9 de março de 2007, em Atenas. O jogos foram disputados nos dias 24/25 de abril e 1/2 de maio de 2007.
| Time 1*           | Resultado | Time 2    | Jogo 1 | Jogo 2 | Penaltis |
| ----------------- | --------- | --------- | ------ | ------ | -------- |
| Chelsea           | 1–1       | Liverpool | 1–0    | 0–1    | 1–4*     |
| Manchester United | 3–5       | Milan     | 3–2    | 0–3    |          |

*Os times citados primeiros tiveram a primeira partida jogada em casa.
Negrito: Classificados para às semifinais
Pênaltis:
- Para o Chelsea bateram: Robben, Lampard e Geremi. Reina defendeu os pênaltis do primeiro e do terceiro.

Curiosidades
- A semifinal entre Liverpool e Chelsea foi a segunda semifinal de toda a história da Liga dos Campeões disputada nos pênaltis.

### Final
| 23 de maio de 2007 | Milan            | 2 – 1     | Liverpool | Estádio Olímpico de Atenas, Atenas      |
| 20:45 (CET)        | Inzaghi 45', 82' | Relatório | Kuyt 89'  | Público: 74 000 Árbitro: Herbert Fandel |

## Campeão
| Liga dos Campeões da UEFA de 2006–07 |
| Itália                               |
| ------------------------------------ |
| Milan Campeão (7º título)            |